# Maria de re nummaria
La lex Maria de re nummaria va ser una antiga llei romana proposada pel pretor Marc Mari Gratidià l'any 86 aC durant el primer període de govern de Luci Corneli Sul·la. Ordenava reduir a un pes fix el pes de les monedes, moltes de les quals havien estat disminuïdes per extreure'n la plata i substituir-la per coure.